# Mark Jamieson
Mark Ian Jamieson (* 4. Mai 1984 in Dandenong, Melbourne) ist ein ehemaliger australischer Radrennfahrer.

## Sportliche Laufbahn
Bei den Straßen-Radweltmeisterschaften 2002 im belgischen Zolder belegte Mark Jamieson den zweiten Platz im Zeitfahren der Junioren hinter Michail Ignatjew. 2003 siegte er beim Weltcup in Sydney in der Einerverfolgung auf der Bahn. Bei den Bahn-Radweltmeisterschaften holte er 2005 in Los Angeles seine erste Bronzemedaille in der Mannschaftsverfolgung; in dieser Disziplin errang er in den folgenden Jahren seine größten Erfolge.
So wurde Jamison mit Peter Dawson, Stephen Wooldridge und Matthew Goss Weltmeister in der Mannschaftsverfolgung und Fünfter in der Einerverfolgung. Bei den Commonwealth Games in Melbourne gewann er zusammen mit der australischen Nationalmannschaft die Silbermedaille in der Mannschaftsverfolgung. 2007 und 2008 wurde der australische Vierer mit Jamieson Ozeanienmeister, dreimal gewann die Mannschaft Läufe des Bahnrad-Weltcups. 2008 startete er mit dem australischen Vierer (Jack Bobridge, Graeme Brown, Luke Roberts und Brad McGee) bei den Olympischen Spielen in Peking, wo das Team Platz vier belegte.
Auf der Straße wurde Mark Jamieson 2004 und 2005 australischer U23-Meister im Einzelzeitfahren. 2011 gehörte er zu dem Team, das das Mannschaftszeitfahren der Tasmanien-Rundfahrt für sich entschied. 2011 gewann er das traditionsreiche australische Rennen Grafton to Inverell Cycle Classic.
2010 wurde Jamieson vom South Australian District Court wegen mehrerer sexueller Handlungen mit Minderjährigen zu einer Bewährungsstrafe verurteilt. Die Vorfälle ereigneten sich zwischen November 2008 und Januar 2009 in Adelaide.
Ende 2011 tat sich Jamieson mit dem sehbehinderten Bryce Lindores zusammen und nahm mit ihm an Wettbewerben des UCI Paracycling World Cup teil, um sich für die Paralympischen Sommerspiele 2012 in London zu qualifizieren. Wegen seiner Vorstrafe verweigerten ihm die britischen Behörden jedoch das Visum, um in London zu starten, so dass an seiner Stelle Sean Finning mit Lindores fuhr.

## Erfolge

### Bahn
2002
- Junioren-Weltmeister – Einerverfolgung

2003
- Weltcup in Sydney – Einerverfolgung
- Australischer Meister – Einerverfolgung

2005
- Weltcup in Moskau – Mannschaftsverfolgung (mit Peter Dawson, Matthew Goss und Ashley Hutchinson)
- Australischer Meister – Einerverfolgung, Mannschaftsverfolgung (mit Nathan Clarke, Matthew Goss und Stephen Rossendell)

2006
- Weltmeister – Mannschaftsverfolgung (mit Peter Dawson, Stephen Wooldridge und Matthew Goss)
- Commonwealth Games – Mannschaftsverfolgung (mit Stephen Wooldridge, Peter Dawson und Matthew Goss)
- Australischer Meister – Einerverfolgung,  Mannschaftsverfolgung (mit Nathan Clarke, Matthew Goss und Stephen Rossendell)

2007
- Ozeanienmeister – Mannschaftsverfolgung (mit Cameron Meyer, Travis Meyer und Phillip Thuaux)

2008
- Weltmeisterschaft – Mannschaftsverfolgung (mit Graeme Brown, Luke Roberts und Bradley McGee)
- Weltcup in Melbourne – Mannschaftsverfolgung (mit Jack Bobridge, Rohan Dennis und Luke Durbridge)
- Ozeanienmeister – Mannschaftsverfolgung (mit Jack Bobridge, Zakkari Dempster und Rohan Dennis)
- Australischer Meister – Einerverfolgung

2009
- Weltcup in Peking – Mannschaftsverfolgung (mit Rohan Dennis, Leigh Howard und Glenn O’Shea)

## Straße
2002
- Junioren-Weltmeisterschaft – Einzelzeitfahren

2004
- Australischer U23-Meister – Einzelzeitfahren

2005
- Australischer U23-Meister – Einzelzeitfahren

2011
- eine Etappe Tasmanien-Rundfahrt (Mannschaftszeitfahren)

## Teams
- 2007 Southaustralia.com-AIS
- 2008 Southaustralia.com-AIS
- 2009 Cinelli-Down Under (bis 31. August)